# پیکان شکسته
پیکان شکسته که در ایران با نام کمان شکسته ‍شناخته می‌شود (به انگلیسی: Broken Arrow) فیلمی در سبک وسترن و تکنی‌کالر به کارگردانی دلمر دیوز است که در سال ۱۹۵۰ منتشر شد. جیمز استوارت، تام جفوردز و جف چاندلر در نقش کوچیس از ستارگان این اثر سینمایی بودند. این فیلم نامزد سه جایزه اسکار در بیست و سومین دوره جوایز اسکار شد.

## بازیگران
- جیمز استوارت
- جف چاندلر
- دبرا پاجت
- ویل گیر
- رابرت آدلر
- آرتور هانیکات
- باسیل رویسدل
- جی سیلورهیلز
- آرجنتینا برونتی